# نظام‌آباد (درگزین)
نظام‌آباد، روستایی در دهستان درگزین غربی بخش مرکزی شهرستان درگزین در استان همدان ایران است.

## جمعیت
بر پایه سرشماری عمومی نفوس و مسکن در سال ۱۳۹۵، جمعیت این روستا برابر با ۱٬۴۲۵ نفر (۴۷۲ خانوار) بوده‌است.